# Petergruppen
Petergruppen var en terrorgruppe, der blev oprettet i slutningen af 1943 under besættelsen af den tyske besættelsesmagt og som øvede såkaldt kontrasabotage som svar på modstandsbevægelsens sabotageaktioner. Petergruppen var opkaldt efter den tyske gruppeleder Otto Schwerdts dæknavn: Peter Schäfer. Dens officielle navn var Sonderkommando Dänemark. Petergruppen var også kendt som Brøndum-banden.
Ideen bag kontrasabotagen var at fjerne modstandsbevægelsens opbakning i samfundet ved at enhver sabotagehandling blev fulgt op af en kontrasabotage på bygninger og institutioner af almen interesse, udflugtsmål m.m. Flere filmselskaber blev sprængt som reaktion på at danskerne boykottede de biografer, der viste tyske film.
Den 4. januar 1944 dræbtes Kaj Munk af Petergruppen, den 10. januar 1944 udførte Petergruppen sabotage mod Studenterforeningens bygning på Vestre Boulevard (nu H.C. Andersens Boulevard) 6 i København, hvor skaderne blev opgjort til 120.000 kr.
Øvrige aktioner i januar 1944: 11. januar: Garageanlæg, Enghavevej 31, 14.000 kr. 17. januar: Hellerup Flødeis, Onsgaardsvej 3, 138.000 kr. 25. januar: Danske Studenters Roklub, Strandvænget. Hellerup Roklub, 227.000 kr. Mordforsøg på grev Brockenhuus Schack 31. januar og mord på politibetjent Falkenaa samme dag. Dette var Petergruppens resultater den første måned.
Fra den 31. december 1943 til 4. maj 1945 udførte gruppen 94 drab, 25 drabsforsøg, 8 togattentater der kostede 26 menneskeliv, 157 sprængninger af bygninger etc. med skader for cirka 100.000.000 kroner. I alt cirka 160 dræbte, et stort antal sårede og mange invaliditeter til følge.
En af gruppens mest opsigtsvækkende aktioner fandt sted så sent som 22. februar 1945, da gruppen med sprængninger og fosforbomber lagde store dele af Guldsmedgade øde i Århus. Bomberne var tidsmæssigt indstillet forskudt til store fare for de mennesker, der forsøgte at deltage i redningsarbejdet. Syv mennesker døde som følge af eksplosionerne og de efterfølgende brande.
En af de mest aktive i Petergruppen var den århusianske malersvend Kai Henning Bothildsen Nielsen, der da også blandt meget andet stod i spidsen for aktionen i Århus. Bothildsen Nielsen blev efter krigen sammen med seks jævnaldrende medskyldige dømt til døden og i en alder af 27 år henrettet (skudt) i København natten mellem den 8. og 9. maj 1947. Højesteretsdommen over de 7 dødsdømte findes i Ugeskrift for Retsvæsen 1945, side 705. Desuden blev Børge Jensen idømt livstid. Ved landsrettens behandling af sagen var desuden Kaj Christian Jensen idømt livstid.
Petergruppen var i begyndelsen på 13 mand, heraf var de seks danskere. Lønnen for indsatsen i gruppen var først 35 kr. og senere 50 kr. om dagen. Medlemmerne skulle selv betale rejseomkostninger. De anvendte våben og sprængstoffer var engelske og amerikanske materialer, der var faldet i tyskernes besiddelse.

## Medlemmer

### Tyske medlemmer
- SS-Sturmbannführer Alfred Helmut Naujocks (RSHA) - 1. Gruppeleder
- SS-Hauptsturmführer Otto Alexander Friedrich Schwerdt (SS-Jagdverbände) - 2. Gruppeleder
- SS-Hauptsturmführer Horst Paul Issel - 3. Gruppeleder, fra november 1944 - maj 1945 (født 10. september 1912 i Berlin. Han havde siden september været medlem af terrorgruppen, dæknavn: Horst Waldenburg. I maj 1949 arresteret i Berlin og udleveret til Danmark. Ved Københavns byret den 21. januar 1950 idømt dødsstraf for mord og terror. Ved østre landsret den 19. oktober 1950 ændret til 20 års fængsel. 1953 benådet og udvist af Danmark.[1]
- SS-Hauptscharführer Ludwig Huf (født 21. december 1908, omkom ved luftangrebet 21. marts 1945 på Shellhuset. Begravet på Vestre Kirkegård, København).
- SS-Oberscharführer Kurt Carstensen
- Louis Nebel
- Kurt Heel
- Josef Helsing
- Hans Kramer
- Anton Werner Goy
- Paul Apfel
- "Lille Poul" (Dræbt ved RAF's bombardement af Shellhuset den 21. marts 1945)
- SS-Unterscharführer Anton Gföller –  i dansk litteratur nævnes han med navnene Anton, Toni og Adam; det må være een og samme person. (Anton Gföller er født 2. november 1922 i Haus ved Gröbming i Steiermark. Indgik 1943 i SS-Sonderverband zur besonderen Verwendung Friedenthal, ledet af Otto Skorzeny, og deltog 12. september 1943 i befrielsen af Mussolini. Indtrådte sidst i december 1943 i Sonderkommando Dänemark. Var med i mordet på Kaj Munk. Afrejste den 10. november 1944 fra København til Tyskland. SS-Unterscharführer Anton Gföller, hos staben for SS-Jagdverbände, blev den 14. november 1944 tildelt Deutsches Kreuz in Gold.[2] Kom 5. maj 1945 i amerikansk krigsfangenskab, hvorfra løsladt 10. marts 1947.
- Kriminalobersekretär, SS-Untersturmführer, Walter Carl Friedrich Rohde (født 7. januar 1904, dræbt 27. august 1944 i et internt tysk opgør. Begravet på Vestre)
- SS-Oberscharführer Fritz Himmel. (født 25. oktober 1919, dræbt 19. september 1944 ved Amalienborg. Begravet på Vestre).
- SS-Unterscharführer Otto Wagner (SS-Jagdverbände)
- SS-Unterscharführer Walter Gläsner (SS-Jagdverbände). (født 10. juni 1920, faldt 6. februar 1945 ved østfronten, begravet i Schwedt (mellem Berlin og Stettin)).
- SS-Unterscharführer Josef Runte (SS-Jagdverbände)
- SS-Unterscharführer Hans Holtzer (SS-Jagdverbände). (Efternavnet er nok Holzer).
- Oberfähnrich Droos (SS-Jagdverbände)
- SS-Unterscharführer Fritz Jesse
- SS-Sturmbannführer Philipp Schmidt
- SS-Unterscharführer Nobert Heitzel
- SS-Sturmbannführer Carl Nevermann (SS-Jagdverbände)
- Oberfeldwebel Poul Lensing (Geheime Feldpolizei). (født 26. september 1908 i Voerde, Tyskland, død 8. juni 1945 i Kolding (selvmord), begravet i Kolding).

### Danske medlemmer
- Ib Nedermark Hansen (Henrettet 9. maj 1947 00.05)
- Henning Emil Brøndum (Henrettet 9. maj 1947 04.00)
- Kai Henning Bothildsen Nielsen (Henrettet 9. maj 1947 03.15)
- Robert Lund (Henrettet 9. maj 1947 01.54)
- Viggo Gerhard Kieme (Stikker, skudt af modstandsbevægelsen)
- Fritz Køppe (Stikker, skudt af modstandsgruppen Holger Danske)
- SS-Unterscharführer Aage Thomas Mariegaard (Henrettet 9. maj 1947 01.10)
- SS-Sturmmann Svend Thybo Sørensen (Henrettet 9. maj 1947 00.33)
- Børge Jensen, livstid
- Christian Børge Olsen
- Kaj Christian Jensen, livstid
- Ove Hans Westermann
- Poul Ejner Bertelsen (Skudt af modstandsbevægelsen)
- Villy Strynbo (Skudt af modstandsgruppen Holger Danske 1. maj 1945)
- Svend Olav Stenander
- Helge Erik Lundquist (Henrettet 9. maj 1947 02.40)

### Hollandske medlemmer
- SS-Sturmmann Christian von Baalen (SS-Jagdverbände)

## Andre eksempler på gruppens mål
- Nordisk Film Kompagni i Valby
- Tinghuset i Svendborg
- Kinopalæet i København
- Sporvogn på Vesterbrogade, København
- Vestre Boulevard 27, København
- Korsør Glasværk
- Fyens Stiftstidende
- Tivoli, København
- Aarhushallen
- Eksprestog ved Hobro
- ØK's bygning i København
- Tuborgs Fabrikker
- Apolloteatret, København
- Carl Allers etablissement, København
- Bang & Olufsen i Struer
- Domus Medica, Amaliegade, København
- Vendsyssel Tidende i Hjørring
- Odinstårnet

Kontrasabotagen blev hurtigt i folkemunde kaldt Schalburgtage, da flere medlemmer af terrorgrupperne kom fra Schalburgkorpset.
Modstandsbevægelsens likvidering af stikkere blev fulgt op af såkaldte clearingmord på kendte eller afholdte personer, gruppens mest kendte offer var digterpræsten Kaj Munk i Vedersø.
De andre terrorgrupper var Toscagruppen, Schiøler-gruppen, Lorenzen-gruppen, Birkedal-Hansen-gruppen og Lille Jørgen-gruppen.